# Shethanei Lake
Der Shethanei Lake ist ein 131 km² großer See im zentralen Norden der kanadischen Provinz Manitoba.

## Lage
Der 232 m hoch gelegene Shethanei Lake befindet sich in einer vom Kanadischen Schild geprägten Tundralandschaft 180 km westlich der Hudson Bay. In den See münden die Flüsse McKay River, North Seal River, South Seal River und Stanley River. Der Seal River bildet den Abfluss zur Hudson Bay. Der Shethanei Lake ist 40 km lang und weist eine maximale Breite von etwa 4,4 km auf. Es befinden sich mehrere zumeist kleinere Inseln im See, darunter im äußersten Osten Jeffrey Island und McCallum Island.

## Freizeit
Von dem etwa 25 km oberstrom am South Seal River gelegenen Ort Tadoule Lake sind zwischen Ende Juni und Anfang September Kanutouren zur Hudson Bay möglich, die durch den Shethanei Lake führen.